# Svetičič
Svetičič je priimek več znanih Slovencev:
- Slavko Svetičič (1958—1995), alpinist
- Vojka Svetičič (*1948), glasbena učiteljica